# Hôtel de ville d'Ascq
L'hôtel de ville d'Ascq est situé dans le village d'Ascq, aujourd'hui quartier de Villeneuve-d'Ascq, dans le département du Nord.

## Emplacement

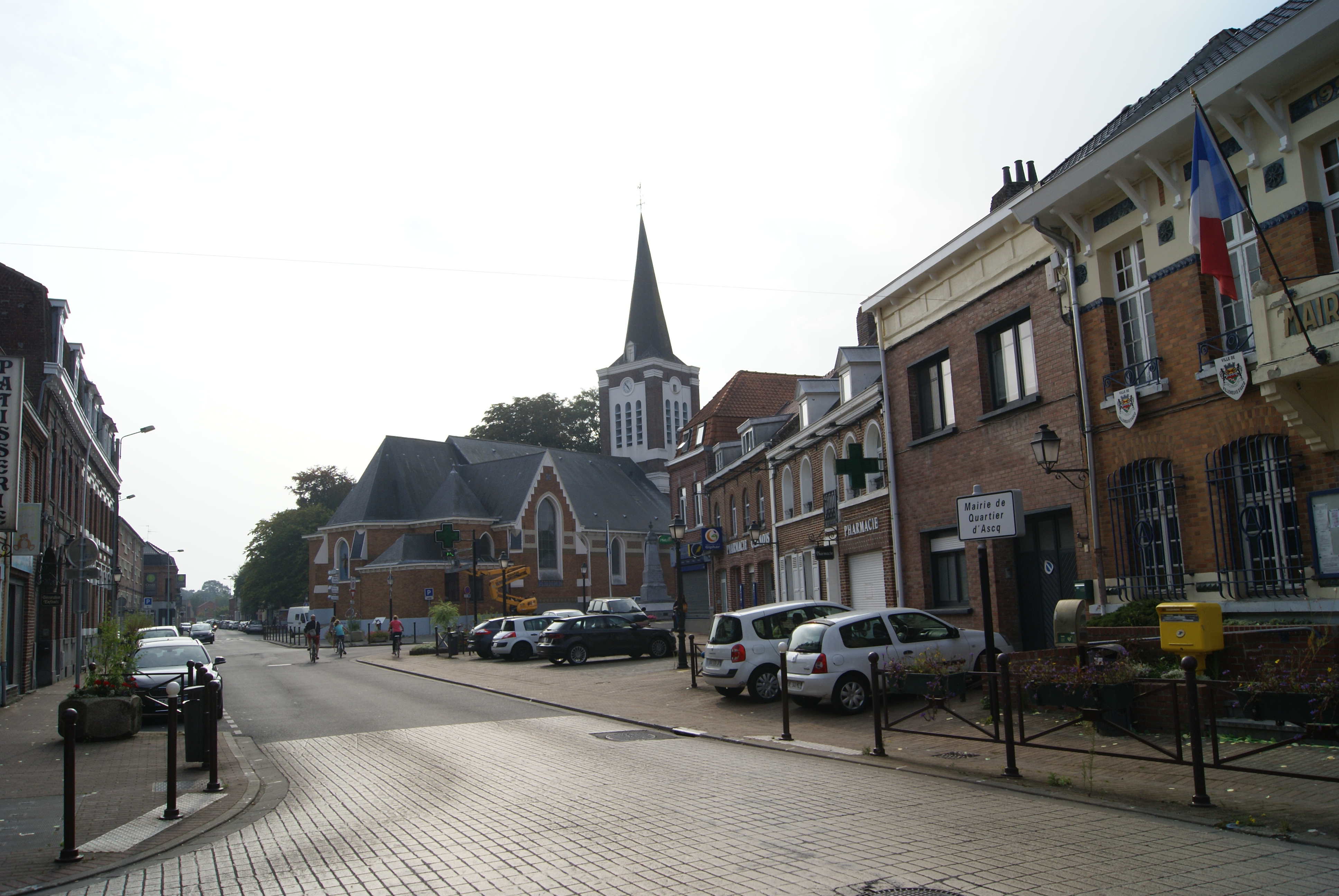
La mairie et l'église.

La mairie est située rue Gaston-Baratte, à deux pas de l'église Saint-Pierre-en-Antioche d'Ascq.

## Histoire
De 1792 à 1888, la première mairie est installée dans une simple salle, dépendance du cabaret David Dupire-Lemaire « A mou David », avec accès sur la cour ; le cabaret accueillait les banquets du conseil municipal,.
Fin 1888, l'hôtel de ville déménage au cabaret Henno où la municipalité loue une salle à Charles Darras, brasseur à Sailly. Le bail est renouvelé en 1896 ; finalement, l'ensemble du bâtiment est acheté à M. Darras en 1921. L'actuel bâtiment de la mairie d'Ascq a été réaménagé en 1928 « pour donner un caractère urbain au village » . Il a servi d'Hôtel de ville au village d'Ascq jusque le 25 février 1970, date de création de Villeneuve-d'Ascq.
La mairie sert depuis de mairie de quartier et est le siège du conseil de quartier Ascq - Cité scientifique - Haute Borne.